# Liquid Tension Experiment 2
 (mai 2017).
Si vous disposez d'ouvrages ou d'articles de référence ou si vous connaissez des sites web de qualité traitant du thème abordé ici, merci de compléter l'article en donnant les références utiles à sa vérifiabilité et en les liant à la section « Notes et références ».
Albums de Liquid Tension Experiment
Liquid Tension Experiment 1
(1998) Liquid Tension Experiment 3
(2021)
Liquid Tension Experiment 2 est le deuxième album studio du supergroupe de metal progressif instrumental américain Liquid Tension Experiment, sorti le 15 juin 1999 chez Magna Carta Records.
L'album atteint les positions de no 8 du classement Billboard Top Internet Albums et de no 40 des Heatseekers de Billboard[réf. nécessaire].

## Membres du groupe
Pour cet album, le groupe se compose de Tony Levin à la basse et au Stick, Jordan Rudess aux claviers, John Petrucci (guitare) et Mike Portnoy (batterie). 
Tony Levin est bassiste pour Peter Gabriel et King Crimson, alors que Jordan Rudess et John Petrucci font partie de Dream Theater, Mike Portnoy, lui-même ex-membre de ce groupe, a été, galement, batteur de Transatlantic.

## Liste des titres
Toute la musique est composée par Liquid Tension Experiment.
| 1.    | Acid Rain             | 6:36  |
| 2.    | Biaxident             | 7:41  |
| 3.    | 914                   | 4:01  |
| 4.    | Another Dimension     | 9:51  |
| 5.    | When the Water Breaks | 16:58 |
| 6.    | Chewbacca             | 13:36 |
| 7.    | Liquid Dreams         | 10:50 |
| 8.    | Hourglass             | 4:26  |
| 73:58 |                       |       |